# Medusa (Schiff, 1901)
Die Medusa war ein Kleiner Kreuzer der Gazelle-Klasse der Kaiserlichen Marine. Sie war nach dem Ungeheuer Medusa der griechischen Mythologie benannt.
Die Medusa verblieb nach dem Krieg bei der Reichsmarine und wurde 1920 als erstes größeres Schiff in Dienst genommen. 1924 wurde sie außer Dienst gestellt und 1929 von der Liste der Kriegsschiffe gestrichen.
Die als Wohnschiff noch vorhandene Medusa wurde 1942 als schwimmende Flak-Batterie hergerichtet und im Mai 1945 gesprengt.

## Geschichte
Die Medusa gehörte wie die ebenfalls unter dem Amtsentwurf 1895–1896 entstandenen Niobe, Nymphe, Ariadne, Amazone und Thetis zur zweiten Gruppe der Gazelle-Klasse. Sie hatten gegenüber dem Typschiff Gazelle eine auf 8.000 PSi verstärkte Maschinenanlage.
Der Kreuzer wurde am 26. Juli 1901 in Dienst gestellt und absolvierte bis zum 11. September 1901 die üblichen Probefahrten. Anschließend musste das Schiff wegen Personalmangels zur Reserve abgestellt werden. Die tatsächliche Indienststellung mit anschließendem Flottendienst bei den Aufklärungsschiffen der Hochseeflotte fand erst am 1. April 1903 statt.
Danach nahm das Schiff an den jährlichen Flottenverbandsübungen und Auslandsbesuchen der Flotte zwischen 1903 und 1906 (Spanien, Niederlande, Norwegen und Großbritannien) teil. Im Jahre 1906 errang die Medusa den Kaiserpreis für Kleine Kreuzer für die besten Schießleistungen in dieser Schiffskategorie. Eine Maschinenhavarie am 7. September 1907 musste in der Kaiserlichen Werft Kiel behoben werden. Der Kreuzer schied zum 15. September 1907 aus den Aufklärungsstreitkräften aus und wurde durch den neuen Kleinen Kreuzer Königsberg ersetzt; dafür löste er das Schwesterschiff Nymphe als Artillerieschulschiff für Maschinenwaffen ab. Die Medusa wechselte damit von der Hochseeflotte zur Inspektion der Schiffsartillerie. Nach der Rückkehr der Nymphe am 23. Mai 1908 als Artillerieschulschiff wurde die Medusa in Danzig außer Dienst gestellt, auf der dortigen Kaiserlichen Werft grundüberholt und anschließend zur I. Reserve versetzt.

## Einsätze im Ersten Weltkrieg
- mit Beginn des Ersten Weltkriegs wurde der Kreuzer reaktiviert und stellte am 4. August 1914 wieder in Dienst
- ab 11. August 1914 Hafenflottille der Elbe zusammen mit Nymphe, Pfeil und Fuchs, dort bis 13. September 1915 zum Sicherungs- und Vorpostendienst
- 14. September 1915 nach Wilhelmshaven, Besatzung reduziert
- 1. Dezember 1915 Besatzung wieder aufgefüllt, als Ersatz für Undine zur Küstenschutzdivision der Ostsee, dabei ab 16. Dezember 1915 Stützpunkt Warnemünde, bis Dezember 1916 (als Patrouillenkreuzer für westliche und mittlere Ostsee sowie Zielschiff für die U-Boot- und Torpedoboot-Ausbildung)
- von Februar 1916 bis Dezember 1916 Flaggschiff von Vizeadmiral Robert Mischke (Chef der Küstenschutzdivision der Ostsee)
- kurzfristiger Einsatz in der östlichen Ostsee (31. Oktober bis 7. November 1916 in Libau)
- 18. Dezember 1916 Außerdienststellung in Kiel, Überführung nach Flensburg-Mürwik als Beischiff für das Schiffsjungenschulschiff König Wilhelm bei der Inspektion des Bildungswesens

## Reichsmarine
Der Kreuzer gehörte zu den veralteten Schiffen, die der Reichsmarine nach dem Ersten Weltkrieg belassen wurden. Im Januar 1920 war die Medusa als Mutterschiff für die 12. Minensuch-Halbflottile (UZ-Boote) vorgesehen - diese wurde jedoch nicht mehr aufgestellt.
Somit wurde der Kreuzer – ohne dass größere Modernisierungsarbeiten vorgenommen wurden – als erstes größeres Schiff am 17. Juli 1920 für die Reichsmarine in Dienst gestellt und der Marinestation der Ostsee zugeteilt. Er absolvierte auch den ersten Auslandsbesuch der Reichsmarine nach dem Ersten Weltkrieg, vom 30. August bis 5. September 1920, und lief dabei die schwedischen Häfen Fårösund, Gotland und Wisby an. Nach der Neu-Indienststellung des alten Linienschiffs Hannover am 10. Februar 1921 wurde die Flaggschiff-Funktion an dieses übertragen. Bis zur Außerdienststellung am 26. September 1924 fanden noch einige Auslandsbesuche in schwedischen und finnischen Häfen statt. Die Medusa wurde am 27. März 1929 aus der Liste der Kriegsschiffe gestrichen und als Wohnschiff in Wilhelmshaven weiter verwandt.

## Kriegsmarine
Im Winter 1939/40 wurde das Schiff bei der Rickmers Werft in Wesermünde zur schwimmenden Flak-Batterie umgebaut. Dazu wurde eine völlig geänderte und der Aufgabenstellung angepasste Bewaffnung eingerüstet: fünf, später sechs, 10,5-cm-SK C/32, zwei 3,7-cm-SK C/30 und vier 2-cm-Flak C/38 sowie ein Würzburg-Radargerät. Liegeplatz des Schiffs während des Zweiten Weltkriegs ab Juli 1940 war das Vareler Tief bzw. Schillig-Reede vor Wilhelmshaven. Das Schiff gehörte zur Marine-Flak-Abteilung 222, deren Flakuntergruppenkommando Süd bei Vareler Hafen lag. Da die Maschinenanlage unbrauchbar war, musste das Schiff stets zu seinem Einsatzort geschleppt werden. Bei einem Tieffliegerangriff am 19. April 1945 wurde die Medusa schwer beschädigt und einsatzunfähig. 23 Tote und 41 Verwundete an Bord waren die Folge dieses Angriffs. Danach verholte das Schiff nach Wilhelmshaven an die Wiesbadenbrücke und wurde beim Einmarsch der polnischen 1. Panzerdivision am 3. Mai 1945 in der IV. Einfahrt in Wilhelmshaven gesprengt.
Im Jahr 1947 wurde das Wrack bei Räumungsarbeiten gehoben und bis 1950 abgewrackt.

## Kommandanten
| 26. Juli bis 11. September 1901       | Fregattenkapitän Karl Deubel                             |
| 1. April 1903 bis 30. September 1904  | Fregattenkapitän William Kutter                          |
| 1. Oktober 1904 bis September 1905    | Fregattenkapitän Paul Schlieper                          |
| September 1905 bis September 1906     | Fregattenkapitän Friedrich Schultz                       |
| September 1906 bis September 1907     | Fregattenkapitän Wilhelm Starke                          |
| September 1907 bis Januar 1908        | Fregattenkapitän Heinrich Trendtel                       |
| Januar bis 23. Mai 1908               | Fregattenkapitän Paul Jantzen                            |
| 4. August bis Dezember 1914           | Fregattenkapitän Erich Graf von Zeppelin                 |
| Dezember 1914 bis Februar 1915        | Kapitänleutnant Walther von Mallinckrodt (in Vertretung) |
| Februar bis September 1915            | Fregattenkapitän Wilhelm Bruckmeyer                      |
| September bis Dezember 1915           | Korvettenkapitän z.D. Heinrich Glaue                     |
| Dezember 1915 bis 18. Dezember 1916   | Fregattenkapitän Karl Windmüller                         |
| 17. Juli 1920 bis September 1922      | Fregattenkapitän/Kapitän zur See Alexander Werth         |
| September 1922 bis 26. September 1924 | Fregattenkapitän Ernst Meusel                            |
| August 1940 bis Juli 1941             | Kapitänleutnant d.R. Charles Roediger                    |
| Juli 1941 bis September 1943          | Korvettenkapitän d.R. Wolfgang Howaldt                   |
| Dezember 1943 bis Oktober 1944        | Oberleutnant d. Marineartillerie Elingius                |
| Oktober bis November 1944             | Oberleutnant d. Marineartillerie Weinreben               |
| November 1944 bis April 1945          | Oberleutnant zur See d.R. Schütt                         |

## Bekannte Besatzungsangehörige
- Werner Ehrhardt (1898–1967), war von 1957 bis 1960, als Konteradmiral, erster Kommandeur des Kommandos der Marineausbildung (KdoMarAusb)